# Fana (Norvège)
Pour les articles homonymes, voir Fana.
Fana est un bydel, une division administrative de la kommune de Bergen en Norvège.
On y trouve notamment :
- la stavkirke de Fantoft ;
- Gamlehaugen, la résidence de la famille royale norvégienne à Bergen ;
- Nordåsvatnet, un bras de fjord ;
- Haukelandsvatnet, un lac ;
- la Résidence universitaire de Fantoft ;
- Troldhaugen, la résidence d'Edvard Grieg ;
- le centre commercial Lagunen ;
- l'institut Christian Michelsen ;
- Gullfjellet, la plus haute montagne de Bergen ;
- le village de Krokeide.

## Personnalités liées à Fana
- Arne Hamarsland (1933-2025), coureur de demi-fond né à Fana